# Robert Scottbuurt

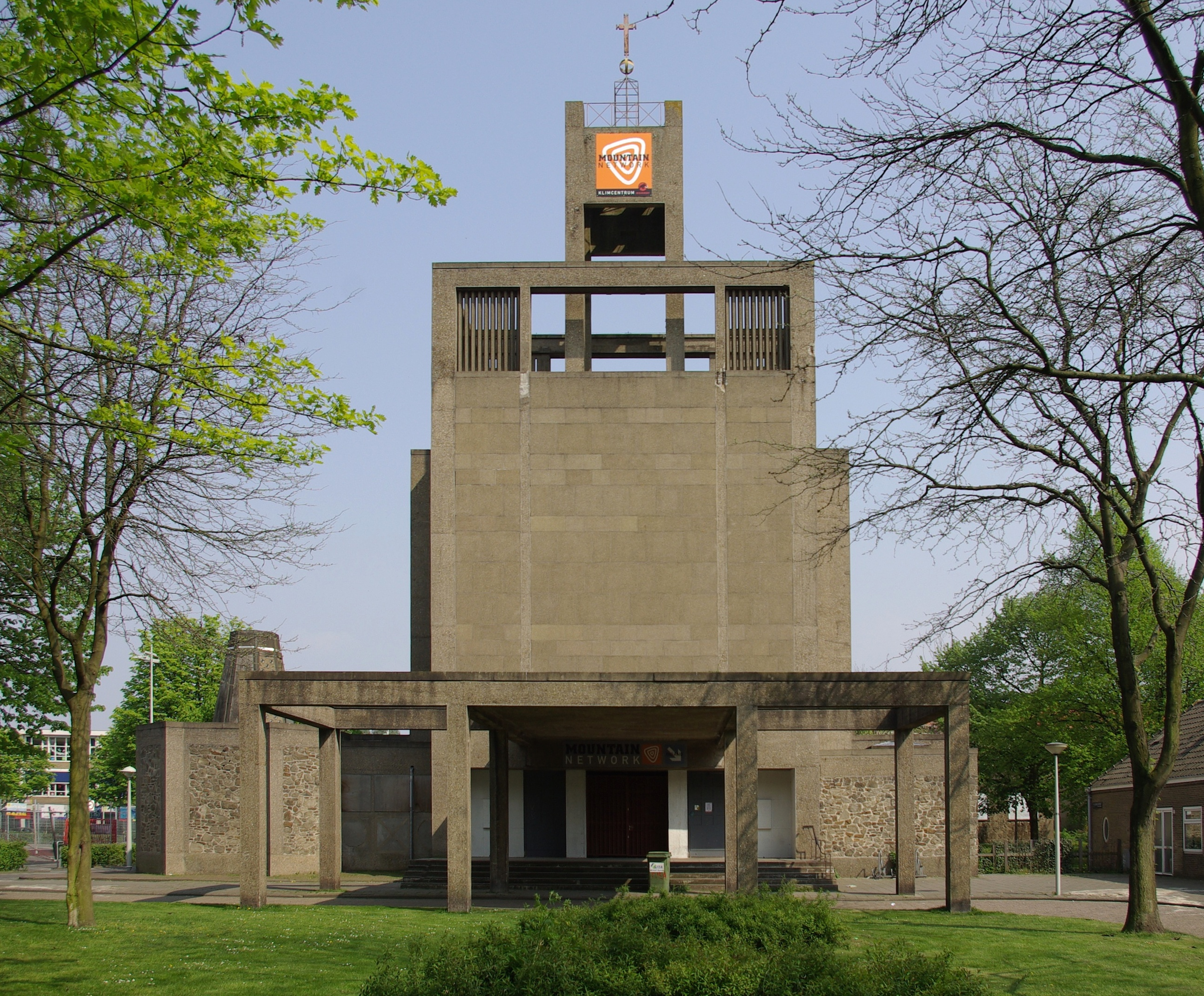
De Sint-Josephkerk.

De Robert Scottbuurt is een buurt in Amsterdam-West (tussen 1990 en 2010 stadsdeel Bos en Lommer). De buurt is vernoemd naar de Robert Scottstraat die vernoemd is Robert Falcon Scott (Devonport, 6 juni 1868 – Antarctica, (vermoedelijk) 29 maart 1912), een Britse marineofficier en ontdekkingsreiziger, die beroemd is geworden als leider van twee expedities naar Antarctica.
De Robert Scottbuurt ligt tussen de Einsteinweg, Bos en Lommerweg, Hoofdweg, Mercatorstraat en Jan van Galenstraat.
Het zuidelijk deel van de Robert Scottbuurt is gefaseerd gebouwd in de jaren twintig, dertig en veertig en de straten zijn vernoemd naar ontdekkingsreizigers.
Bekend gebouw in de buurt: Sint-Josephkerk, gebouwd in 1950-'52.
Het Bos en Lommerplantsoen ten noorden van de Erasmusgracht maakt ook deel uit van de Robert Scottbuurt. Bekend gebouw in de buurt: het GAK-gebouw, gebouwd in 1957-'60.